# Île White Head
L'Île White Head est située à l'extrême sud-ouest de la province canadienne du Nouveau-Brunswick. Dans le cadre de la réforme de la gouvernance locale du 1er janvier 2023, le DSL a été annexé au district rural du Sud-Ouest.

## Toponymie
En malécite-passamaquoddy, l'île s'appelle Wabatpemiguk, ce qui signifie « au promontoire blanc visible de loin ». L'île était possiblement appelée île Gravée par les Français.

## Géographie

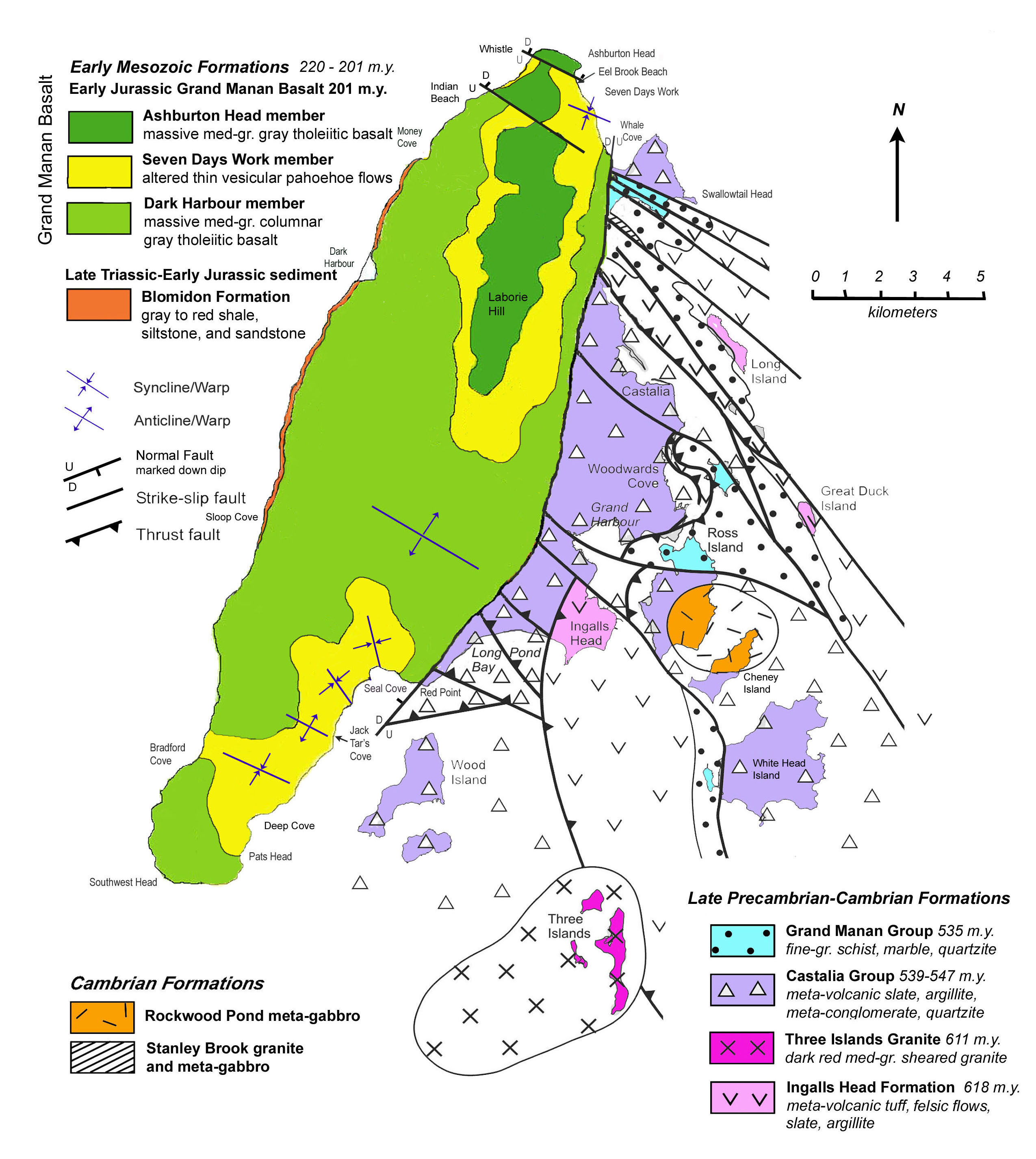
Carte géologique de Grand Manan et des environs.

L'île White Head est située dans la baie de Fundy, à l'extrémité sud-ouest du comté de Charlotte. L'île est située à 45 kilomètres à vol d'oiseau au nord-ouest de la Nouvelle-Écosse et à 80 km au sud-ouest de Saint-Jean. Grand Manan est situé au nord-ouest.

## Histoire
C'est probablement l'île Gravée où Samuel de Champlain a fait réparer un bateau en 1606.
L'école élémentaire est inaugurée en 1971.

## Administration

### District de service local
Le district de service local de White Head Island comprend l'île du même nom et quelques îlots. Il comptait 190 habitants en 2006, comparativement à 188 en 2001, soit une hausse de 1,1 %. Il y a 107 logements privés dont 79 occupés par des résidents habituels. La superficie est de 6,17 km2 et la densité de population est de 30,8 habitants au kilomètre carré.

### Comité consultatif
En tant que district de services locaux, l'île White Head est administré directement par le Ministère des Gouvernements locaux du Nouveau-Brunswick, secondé par un comité consultatif élu composé de cinq membres dont un président. Il n'y a actuellement aucun comité consultatif.

### Commission de services régionaux
L'île White Head fait partie de la Région 10, une commission de services régionaux (CSR) devant commencer officiellement ses activités le 1er janvier 2013. Contrairement aux municipalités, les DSL sont représentés au conseil par un nombre de représentants proportionnel à leur population et leur assiette fiscale. Ces représentants sont élus par les présidents des DSL mais sont nommés par le gouvernement s'il n'y a pas assez de présidents en fonction. Les services obligatoirement offerts par les CSR sont l'aménagement régional, l'aménagement local dans le cas des DSL, la gestion des déchets solides, la planification des mesures d'urgence ainsi que la collaboration en matière de services de police, la planification et le partage des coûts des infrastructures régionales de sport, de loisirs et de culture; d'autres services pourraient s'ajouter à cette liste.

### Représentation et tendances politiques
Nouveau-Brunswick: L'île White Head fait partie de la circonscription provinciale de Charlotte-Les-îles, qui est représentée à l'Assemblée législative du Nouveau-Brunswick par Rick Doucet, du Parti libéral. Il fut élu en 2006 et réélu en 2010.
 Canada: L'île White Head fait partie de la circonscription électorale fédérale de Nouveau-Brunswick-Sud-Ouest, qui est représentée à la Chambre des communes du Canada par Gregory Francis Thompson, ministre des Anciens Combattants et membre du Parti conservateur. Il fut élu lors de la 40e élection fédérale, en 1988, défait en 1993 puis réélu à chaque fois depuis 1997.

## Économie
Entreprise Charlotte, membre du Réseau Entreprise, a la responsabilité du développement économique.
L'économie est fortement reliée à la pêche et à l'aquaculture.

## Démographie
L'école anglophone White Head Elementary School, dépendante du district scolaire 10, accueille les élèves de la maternelle à la 6e année. Il n'y a aucune école francophone dans le comté, les plus proches étant à Saint-Jean ou Fredericton. Les établissements d'enseignement supérieurs les plus proches sont quant à eux situés dans le Grand Moncton.
L'électricité, fournie par Énergie NB, arrive à l'île par un câble sous-marin parti d'Ingalls Head, sur Grand Manan.
L'île possède un bureau de poste.
Wilsons Beach possède un port, géré par la Harbour Authority of Grand Manan Island, qui gère aussi ceux de l'île Grand Manan.
White Head possède aussi une caserne de pompiers. Le détachement de la Gendarmerie royale du Canada le plus proche est à Grand Manan.
Les anglophones bénéficient du quotidien Telegraph-Journal, publié à Saint-Jean, et de l'hebdomadaire Saint Croix Courier, publié à Saint-Stephen. Les francophones ont accès par abonnement au quotidien L'Acadie nouvelle, publié à Caraquet, ainsi qu'à l'hebdomadaire L'Étoile, de Dieppe.